# プップブー
プップブー(英語:Puppebu)或いはティットハット(Tit Hut)は、ノルウェー領ヤンマイエン島で二番目の村落である(ヤンマイエン島最大の村落はオロンキンビェン)。ウォーラス湾(Bay of Walrus)に接する。居住者が3人しかいないのにもかかわらず、村落にはヤンマイエン通り(Jan Mayenveien)という島都オロンキンビェンに続く小さな石畳の道がある。毎月船がプップブーからオロンキンビェン迄運航しているが、冬季になると巨大な氷の塊が浜辺付近に結成される為船での移動は出来なくなる。
座標: 北緯70度58分03秒 西経8度40分47秒 / 北緯70.96750度 西経8.67972度